# Philosophie islamique

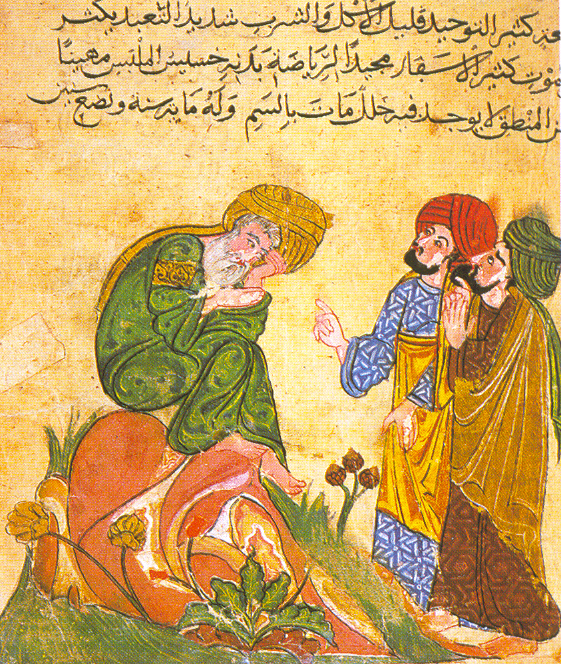
Représentation de Socrate dans un manuscrit arabe illustré du XIIIe siècle.

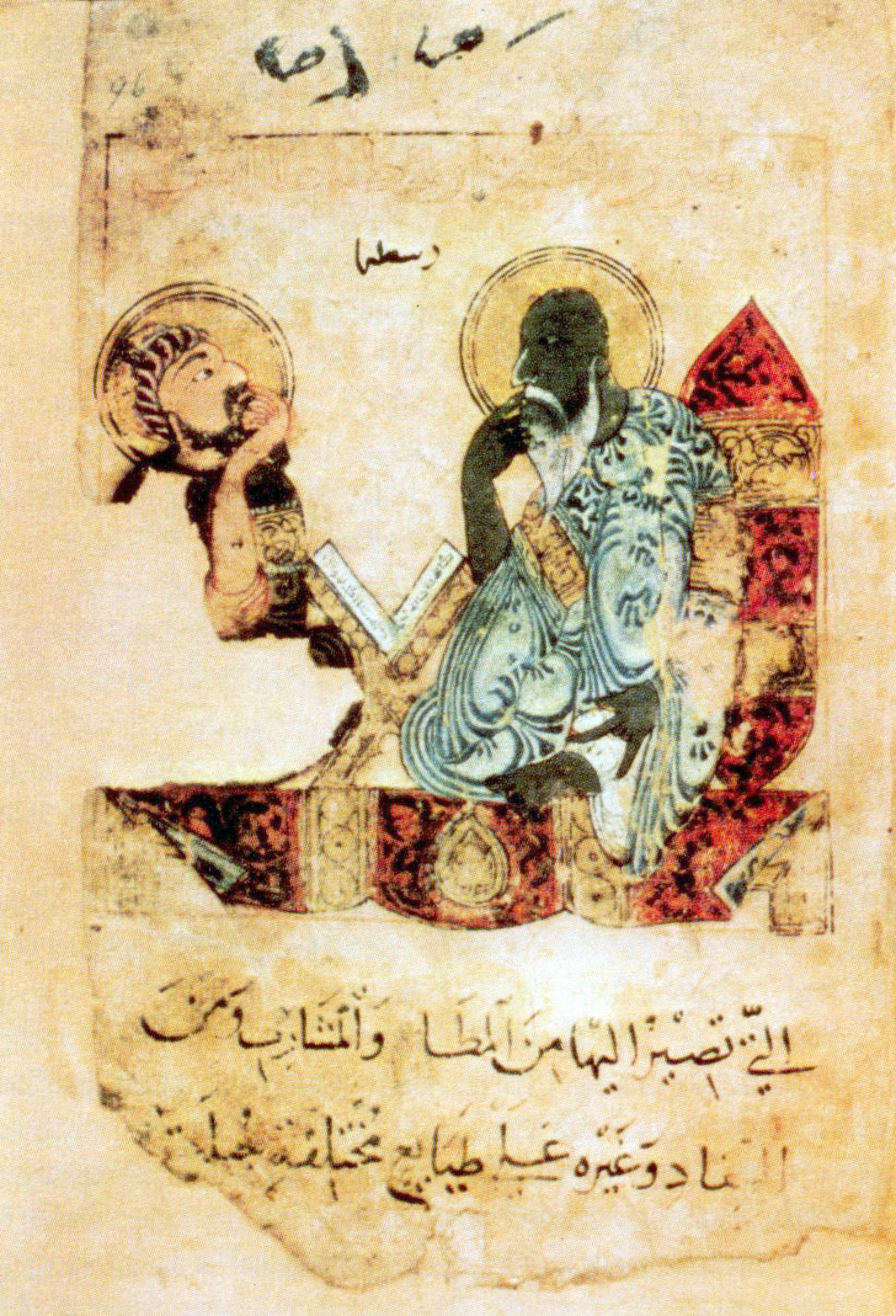
Représentation arabe médiévale d'Aristote.

La philosophie islamique désigne les travaux philosophiques effectués dans le cadre de la civilisation islamique (arabe, persane ou mongole), ce qui inclut les philosophes musulmans, mais aussi des Juifs, Chrétiens et libres-penseurs. En un sens plus restreint, cette expression regroupe commodément l'ensemble du travail philosophique effectué par des penseurs de confession musulmane.
À noter que la philosophie au Moyen Âge inclut la physique, la logique, l'éthique et la philosophie politique qui sont des « sciences profanes » et non sacrées. Ces sciences visent la connaissance du monde et de l'esprit humain par des moyens rationnels et non révélés. Les philosophes s'occupent aussi de questions théologiques en se servant des outils de la logique et de la métaphysique grecques, ce qui leur sera reproché par les traditionalistes et les littéralistes religieux. La philosophie est cependant pratiquée dans un cadre religieux la plupart du temps. Il existe aussi des libres-penseurs comme Ibn al-Rawandi et Rhazès.

## Débat sur la définition et l'extension de l'expression
L'expression « philosophie islamique » peut aussi être utilisée pour désigner la philosophie inspirée de textes islamiques présentant la conception de l’islam et sa vision.
Pour Henry Corbin, la philosophie islamique désigne l'œuvre de penseurs d'une communauté religieuse caractérisée par l'expression coranique Ahl Al-Kitâb : peuple du Livre. On trouve dans ce vocabulaire philosophique le mot haqîqat dans le sens de révélations divines donnant la vérité, l'essence, et de ce fait le sens spirituel. Cette conception est voisine de l'herméneutique de la Bible ou du Coran. Il ne s'y trouve cependant pas de magistère du dogme, de pères fondateurs, ni d'autorités pontificales, mais on peut y invoquer quelque inspiration prophétique, ou encore une herméneutique spirituelle dans certaines limites admises.
Henry Corbin insiste dans l'avant-propos de son livre sur le fait que philosophie islamique n'est pas à confondre avec philosophie arabe. Le concept « arabe » de l'usage courant ne coïncide pas non plus avec le concept religieux « islam », ni avec les limites de son univers. La désignation « arabe » ne vient pas davantage de l'usage de cette langue, car cela exclurait de célèbres penseurs iraniens ayant tous écrit en persan jusqu'aux contemporains utilisant tantôt en persan tantôt l'arabe littéraire.
L'auteur compare cette situation à celles d'auteurs (Descartes, Spinoza, Kant, etc) ayant choisi d'écrire des traités en latin sans être pour autant philosophes latins ni romains.

## Notion de la philosophie en islam
Le mot le plus proche qui est utilisé dans les textes islamiques principaux (le Coran et la Sunna) désignant la philosophie est « sagesse » (hikma). C’est pourquoi beaucoup de philosophes musulmans utilisent le mot « sagesse » comme synonyme du mot « philosophie » (falsafa), qui pénétra la pensée islamique comme arabisation du mot grec philosophia. Un philosophe est un faylasûf, au pluriel falâsifa. Dans la civilisation islamique, le mot « philosophie » reste attaché aux notions de la philosophie antique (gréco-romaine). C'est en effet à partir des textes grecs traduits en syriaque et en arabe que les musulmans découvrent la philosophie, chronologiquement antérieure à l'islam.
Il faut relier à ces termes le kalâm, qui est une forme dialectique de théologie (fondée sur la discussion rationnelle) et le fiqh, c'est-à-dire le droit. Les recherches du kalâm et du fiqh peuvent être étroitement liées à celles des philosophes, lesquels étudient les sciences profanes comme la logique ou la physique.
Le soufisme entra en conflit avec les savants du kalâm et les philosophes pour préciser la signification du mot sagesse cité dans le Hadith et souvent les soufis utilisaient le titre « savant » pour les plus importants de leurs personnalités, comme le savant Al Tarmazi.

## Origines et limites de la philosophie islamique
Les sources de la philosophie islamique proviennent de l'islam en lui-même (Coran et Sunna) ainsi que de la philosophie gréco-romaine, iranienne pré-islamique et indienne. Les Grecs : Platon, Aristote, Alexandre d'Aphrodise, les néoplatoniciens, mais aussi le cynisme, et l'atomisme que l'on retrouve dans le Kalâm. Les Romains : la médecine de Claude Galien, mentionnée par Ali Benmakhlouf, spécialiste de philosophie islamique et d'Averroès. L'Inde et l'Iran pré-islamique : le zoroastrisme notamment.
C'est en cherchant à affiner la doctrine de l'islam et à interpréter correctement les hadith, tout en extrapolant sur les questions religieuses qui n'avaient pas été explicitement tranchées dans le Coran qu'avec la méthode de l'idjtihâd s'ouvrent les premiers débats philosophiques et théologiques en Islam, notamment entre les partisans du libre arbitre ou Qadar (de l'arabe : qadara, qui a le pouvoir), et les djabarites (de djabr force), partisans du fatalisme.
La théologie en islam doit répondre à des interrogations concernant la théodicée, l'eschatologie, l'anthropologie, la théologie négative et de religion comparée.
- La philosophie hellénistique de l'islam (falsafa)
- Le mutazilisme
- La théologie dialectique (kalâm pour l'asharisme)
- Le soufisme, théorie ésotérique de l'islam
- Les théologies littéralistes

La conscience religieuse de l'islam est un pacte éternel de fidélité (et non pas fondée sur un fait de l'histoire). « Ne suis-je pas votre Seigneur ? » est l'interrogation divine posée aux Esprits des humains préexistant au monde terrestre. Le philosophe Nâsir-e Khosraw (XIe siècle), une des grandes figures de l'Ismaélisme iranien, énonçait que « l'aspect exotérique de l'Idée (mamthûl) qui devient religion positive (mithâl) est en perpétuelle fluctuation avec les cycles et périodes du monde. C'est une énergie divine qui n'est pas en devenir ». Elle ne peut être dictée par des dogmes, par un Magistère. Mais elle requiert des Guides, des Initiateurs. La pensée philosophique en Islam se meut par un double mouvement vertical de progression depuis l'origine (mabda') et de retour à l'origine (ma'âd). Il s'agit de l'espace et non du temps.

### LeKalâm
Si on considérait que la définition de la philosophie est que cette dernière est une tentative de construire un concept et une vision totalisante de l’Univers et la Vie, alors les débuts de ces travaux dans la civilisation islamique ont commencé comme un mouvement dans les débuts de l'islam, il commença par le kalâm, et atteignit son sommet au IXe siècle quand les musulmans ont connu la philosophie grecque ancienne, ce qui conduisit à la génération d’une assemblée de philosophes musulmans qui différaient des savants du kalâm.
Le kalâm se basait premièrement sur les textes légitimes comme le Coran et la Sunna et sur des façons logiques linguistiques pour construire un argument afin de faire face à ceux qui essayaient d’attaquer les vérités de l’Islam, alors que les philosophes mousha’in, et ce sont les philosophes musulmans qui ont adopté la philosophie grecque, avaient pour première référence le concept d’Aristote ou celui de Platon qu’ils considéraient harmonieux avec les textes et l’esprit de l’Islam. Et d’après leurs tentatives d’utiliser la logique pour analyser ce qu’ils considéraient des lois universelles invariables issues de la volonté de Dieu, ils font d’abord les premières tentatives conciliatoire dans le concept du Créateur entre la notion Islamique de « Allah » (nom de Dieu) et la notion philosophique grecque du premier principe ou la première pensée.
Le kalām s'est construit dans le conflit entre deux grands courants, les mutazilites et les acharites. Ces derniers, pour des raisons historiques, l'ont emporté, de sorte que le mutazilisme a presque disparu. Mais l'acharisme a emprunté à ses adversaires certains concepts et problèmes, et surtout l'art de la dialectique - le souci de justifier rationnellement ses positions, au lieu de se contenter de recourir à l'argument d'autorité. Cette exigence a conduit les théologiens acharites à évoluer, introduisant progressivement les méthodes rationnelles des philosophes (en particulier la syllogistique d'Aristote) dans la théologie. Jusqu'à ce que, parfois, la frontière entre kalām et falsafa devienne ténue, comme cela a été reproché à Fakhr ad-Din ar-Razi,.

### Lafalsafa
En toute rigueur, la falsafa (فلسفة) n'est pas synonyme de philosophie en général, mais désigne de façon précise les philosophes du Moyen Âge musulman : Al-Kindi (Alkindus), Al-Fârâbî (Alpharabius) et Ibn Sina (Avicenne) en sont les principaux représentants. Ils se caractérisent par leur effort pour articuler la Révélation et la raison, l'enseignement du Coran et celui des Grecs (surtout Aristote, Platon et les néoplatoniciens). On peut définir les falasifa (équivalent du grec philosophos) comme les philosophes musulmans hellénisants.
La philosophie islamique se développe de l’étape d’étude des thèmes qui ne se prouvent que par le reportage et le culte à l’étape dont l’épreuve est limitée aux preuves logiques, mais le point commun au cours de cet étendu historique était de connaître Dieu et de prouver la présence du Créateur[pas clair]. Ce mouvement philosophique atteint un tournant très important avec Ibn Rouchd qui invoqua le principe de la liberté et la domination de la raison d’après l’observation et l’expérience. Le premier philosophe arabe à apparaître était Al-Kindi qui a le titre du premier professeur arabe, après fut Al-Ghazâlî qui adopta beaucoup d’idées d’Aristote au sujet de l’intellect efficace, présenta le monde et le concept de la langue naturelle. Al-Fârâbî fonda une école intellectuelle dont : al-‘Āmirī, Alsajstani et Altawhidi. Al-Ghazâlî est l'un des premiers à réconcilier la logique et les sciences islamiques, quand il cherche à démontrer que les méthodes de la logique grecque peuvent être neutres et séparées des concepts métaphysiques grecs. Il détaille l'explication de la logique et il l'utilise dans la science du fiqh, mais par contre, il attaqua les visions philosophiques des philosophes musulmans mousha’in dans le livre L'Incohérence des philosophes (Tahâfut al-falâsifa) ; plus tard, Ibn Rochd de Cordoue (connu sous le nom d'Averroès en Occident), dans son livre L'Incohérence de l'Incohérence (Tahâfut at-tahâfut), répond à ses attaques.

### «Ahl al hadîth»
De là, quelques-uns refusaient toujours de discuter des recherches portant sur des sujets divins et la nature du Créateur et la Créature, et préfèrent se contenter de ce qui est écrit dans le Coran et la Sunna. Ce mouvement connu sous le nom de « Ahl al Hadîth », et à qui se rapportent la plupart de ceux qui ont travaillé dans le « fiqh » islamique se doutait toujours de l’importance de la logique de la philosophie. Et il existe encore des mouvements islamiques qui croient qu’il « n’existe pas de philosophes musulmans et que cette expression est incorrecte, l’Islam a ses savants qui suivent le Coran et la Sunna, tandis que celui qui travaille dans la philosophie est un hérésiarque dupeur[réf. nécessaire] ».
Dans une étape tardive de la civilisation islamique, apparaît un mouvement critique de la philosophie, dont le plus important des chefs est Ibn Taymiyya qui est considéré comme opposant à la philosophie et appartenant au mouvement de « Ahl Hadith » refusant tout travail philosophique, mais ce qu’il dit des modes (procédés) de la logique grecque et sa tentative de le lier aux concepts métaphysiques (contrairement à ce que Al Ghazali voulait clarifier) dans son livre « Répondre aux Logiques » qui a été considéré par certains des essayistes arabes contemporains comme étant une critique de la philosophie grecque, bien plus qu’une simple critique pour elle, sa critique est bâtie sur une recherche profonde des procédés de la logique et la philosophie et une tentative de construire une nouvelle philosophie, cette dernière fut une préface du transfert de la réalité du (kully) jusqu’à sa nomination.[incompréhensible]

## Les grands mouvements à travers l'histoire

### Période classique du Kalâm
La Madhhab motazilite est née d'une opposition aux vues traditionnelles des musulmans partisans du califat. Puis, s'intéressant aux attaques que subissait l'islam de la part des non-musulmans, ces motazilistes devinrent rapidement obsédés par le débat avec les autres théologies et courants de pensée à l'intérieur de l'Islam lui-même.
Très rapidement, encouragée par le calife Al-Mamun qui fit du motazilisme la doctrine officielle en 827 et créera la Maison de la sagesse en 832, la philosophie grecque fut introduite dans les milieux intellectuels persans et arabes. L'École péripatétique commença à avoir des représentants parmi eux : ce fut le cas d'Al-Kindi, d'Al-Fârâbî, d'Ibn Sina (Avicenne), et d'Ibn Rushd (Averroès).
Ceux qui cherchaient par une démonstration philosophique à conforter et démontrer le bien-fondé de leur foi religieuse ont été recrutés par Hunayn ibn Ishaq, un arabe chrétien qui dirigea la maison de la sagesse dans les 870. Ils ont collecté, traduit et synthétisé tout ce que le génie des cultures grecque, indienne, iranienne avait pu produire avant d'entreprendre les commentaires sur ces œuvres et de former les bases de la philosophie musulmane des IXe et Xe siècles. Ceux qui utiliseront cette méthodologie dite Ilm-al-Kalâm basée sur la dialectique grecque seront appelés mutakalamin. En réponse au motazilisme, Abu al-Hasan al-Ash'ari, initialement un motaziliste lui-même, développa le Kalâm et fonda l'école de pensée asharite qui s'appuyait sur cette méthodologie. Ainsi le kalâm et la falsafa influenceront plusieurs madhhabs. Les Karaïtes, une branche du judaïsme, s'inspirent aussi peu à peu de la forme dialectique de la kalâm pour s'opposer à leurs adversaires. Ces philosophes se font appeler les Mas'udi. Leurs arguments et raisonnement influenceront en retour les vues musulmanes.
Sous le califat des Abbassides, un certain nombre de penseurs et de scientifiques, et parmi eux de nombreux musulmans considérés comme « hérétiques » ou des non-musulmans, jouèrent un rôle dans la transmission à l'Occident des savoirs grec, indien, et d'autres sagesses pré-islamiques, mésopotamienne et iranienne. Trois penseurs spéculatifs, les deux Persans Al-Fârâbî et Avicenne, et l'Arabe al-Kindi, combinèrent l'aristotélisme et le néoplatonisme avec d'autres courants dans l'Islam. Ils furent considérés par beaucoup comme déviants par rapport à l'orthodoxie religieuse, et certains les jugèrent même comme des philosophes non-musulmans.
Les ismaéliens ne sont pas à l'écart de l’influence de la philosophie néoplatonicienne et plusieurs penseurs collaborent pour produire à Bassora une encyclopédie : la Ikhwan al-Safa.

### XIIesiècleet falsafa
Le XIIe siècle voit l'apothéose de la philosophie pure et le déclin du Kalâm, plus tard. Cette exaltation de la philosophie doit être attribuée, pour une large part au persan Al-Ghazâlî et au juif Juda Halevi. En émettant des critiques, ils ont produit par réaction un courant favorable à la philosophie par une mise en cause des concepts et en rendant leurs théories plus logiques et plus claires[réf. nécessaire]. Avempace et Averroès ont produit des œuvres importantes de la philosophie. Averroès clôt le débat par son œuvre d'une certaine audace. La fureur des orthodoxes est en effet telle que le débat n'est plus possible. Ces derniers s'en prennent sans distinction à tous les philosophes et font brûler les livres. Avec la mort d'Averroès, l'école de pensée péripatétique arabe a décliné tandis que la perte de l'Espagne au profit des chrétiens permettra au débat de se poursuivre en Occident, par l'intermédiaire des Juifs, et plus particulièrement de Moïse Maïmonide.
En Orient, la philosophie péripatétique s'est poursuivie à la cour des empereurs ottomans, en Iran ou en Inde comme avec les philosophes méconnus comme Chah Waliullah et Ahmad Sirhindi. Des écoles se sont fondées telle que celle de Ibn Arabi, Sohrawardi et Molla Sadra Shirazi et sont toujours actives. De plus, la logique a continué à être enseignée dans les séminaires religieux jusqu'à aujourd'hui. Il est de tradition de séparer les écoles philosophiques concernées par les croyances chiites et celles qui ne le sont pas.[réf. nécessaire]

### DuXIIeauXIXe
À partir du XIIe siècle, la pensée philosophique musulmane va se disperser dans des mouvements souvent empreints de beaucoup de mysticisme et de moins en moins d'esprit critique rationnel.[réf. nécessaire]
Par ailleurs, l'analyse et l’exégèse des textes est désormais figé par la « majorité » (concrètement « les pouvoirs politiques en place »).
Parmi les petits mouvements connus notamment en Perse, on peut citer:
- la Philosophie illuminative (Sohrawardi)
- la théosophie transcendante ou al-hikmat al-muta’li (حكمت متعالي)également issue de Perse

Par la suite, il n'y a plus réellement eu de réflexion profonde sur l'Islam si ce n'est des divergences dans les Madhhab, le développement du Tasawwouf et l'essor de certaines Tariqa[réf. nécessaire].

### De laNahdaà nos jours
La hikmah continue à être enseignée. La Nahda ou Renaissance voit se développer de nouvelles réflexions philosophiques, théologiques et politiques dans le monde islamique. Allama Muhammad Iqbal est un grand penseur du sous-continent indien qui a réformé et a revigoré la philosophie islamique au début du XXe siècle.

## Philosophes islamiques
Un faylasuf est un philosophe arabe, héritier de la philosophie grecque dans le contexte particulier de l'islam (falsafa). Les mutakallimin sont les partisans du Kalâm.
Les principaux philosophes islamiques sont :
- Al-Kindi الكندي
- Al-Fârâbî الفارابي
- Avicenne ابن سينا
- Algazel الغزالي
- Averroès ابن رشد
- Avenpace ابن باجة
- Ibn Tufayl ابن طفيل
- Ibn Arabî ابن عربي

- Pour une liste plus complète, consulter aussi : Liste de philosophes musulmans (en)

| Penseur non concerné par les croyances chiites | Penseur directement concerné par les croyances chiites |
| --- | --- |
| - Philosophes : 1. Abhari ابحرى 2. Ibn Sab'in (d. 1268) ابن سبعين 3. Kateb-e-Qazwini كاتب قزوينى 4. Rashid-al-Din Fazlollah رشيدالدين فضل الله 5. Qutb-al-din Razi قطب الدين رازى - Théosophes : 1. Fakhr al-Din Razi (d. 1209) فخرالدين رازى 2. Iji ايجى 3. Taftazani تفتازانى 4. Jorjani جرجانى - Opposant à la philosophie : 1. Ibn Taymiyyah (d. 1328) et ses disciples ابن تيميه - Histoire de la philosophie : 1. Zakariya Qazwini زكرياى قزوينى 2. Shams al-Din Mohamamd Amuli شمس الدين محمد آملى 3. Ibn Khaldun (d. 1406) ابن خلدون - Penseurs Gnostique et Soufiste : 1. Rûzbehân Balqi Shirazi روزبهان بلقى شيرازى 2. Farid Al-Din Attar Neyshaburi عطار نيشابورى 3. Omar Sohrawardi عمر سهروردى 4. Ibn Arabi (d. 1240) et ses disciples ابن عربى 5. Najmeddin Kubra نجم الدين كبرى 6. Simnani سمنانى 7. Ali Hamedani على همدانى 8. Djalâl ad-Dîn Rûmî مولانا 9. Mahmud Shabestari et Shams al-Din Lahiji محمود شبسترى و شمس الدين لاهيجى 10. Abd-al-karim Jili عبدالكريم جيلى 11. Ne'mat-o-allah vali kermani نعمت الله ولى كرمانى 12. Huroofi et Baktashi حروفى و بكتاشى 13. Djami جامى 14. Hossein Kashefi حسين كاشفى 15. abd al-Qani Nablosi عبدالغنى نابلسى 16. Noor ali Shah نورعلى شاه 17. Zahbiyye ذهبيه | 1. Nasir ad-Din at-Tusi (d. 1274) خواجه نصيرالدين طوسي 2. Isa'ili اسماعيليان 3. Shahab al-Din Sohrawardi (d. 1191) et la philosophie illuminative شهاب الدين سهروردى و مكتب اشراق 4. Jaldaki جلدكى 5. Haydar Amoli 6. Ibn Abi Johmur 7. Sadr al-Din Dashtaki et l'école de Shiraz صدرالدين دشتكى و مكتب شيراز 8. Mir Damad (d. 1631) et l'école d'Ispahan ميرداماد و مكتب اصفهان 9. Mir Fendereski et ses disciples ميرفندرسكى 10. Molla Sadra Shirazi (d. 1640) et la philosophie transcendante ملاصدرا و حكمت متعاليه 11. Rajab 'Ali Tabrizi et ses disciples رجب على تبريزى 12. Qazi Sa'id Qommi قاضى سعيد قمى 13. École de Téhéran مكتب تهران 14. École du Khorasan مكتب خراسان 15. Molla Hadi Sabzevari et l'école de Neyshabur ملاهادى سبزوارى و مكتب نيشابور |

D'autres penseurs contemporains sont également connus :
- Allama Muhammad Iqbal
- Sayyid Sayyid Abul Ala Maududi
- Shahrastani
- Ismail al-Faruqi
- Fazlur Rahman
- Allameh Tabatabaei et Mûssa Sadr
- Morteza Motahhari
- Ali Shariati
- Sayyid Abul-Hasan Rafi'i Qazwini
- Allamah Muhammad Salih Ha'iri Simnanin
- Mirza Mahdi Ha'iri
- Murtaza Motahhari
- Seyyed Hossein Nasr.
- En Malaisie, Syed Muhammad Naquib al-Attas, un penseur en métaphysique.
- Allameh Hassan Hassanzadeh Amoli
- Allameh Abdollah Javadi Amoli
- Abdolhossein Khosropanah

#### Histoire de la philosophie islamique
- Mohammed Arkoun, La Construction humaine de l'islam. Entretiens avec Rachid Benzine et Jean-Louis Schlegel, Paris, Albin Michel, 2012. 221 p.
- Mohammed Arkoun, Humanisme et islam. Combats et propositions, Paris, Vrin, 2005.
- Mohammed Arkoun, La Pensée arabe, Paris, PUF, coll. « Quadrige », 1975 (réimpr. 2014), 132 p. (ISBN 2-13-063104-5).
- Mohammed Arkoun, La Question éthique et juridique dans la pensée islamique, Paris, Vrin, 2010.
- Roger Arnaldez, Aspects de la pensée musulmane, Paris, Vrin, 2015. 320 p.
- Ali Benmakhlouf, « La philosophie arabe, de ses origines grecques à sa présence européenne : migration et acclimatation », Rue Descartes, vol. 81, no 2,‎ 2014, p. 24-37 (lire en ligne, consulté le 3 avril 2018).
- Ali Benmakhlouf, Pourquoi lire les philosophes arabes, Paris, Albin Michel, 2015. 250 p.
- Ali Benmakhlouf, « Qu'est-ce que la philosophie islamique ? », Sciences humaines, Grands Dossiers – Hors-série n°4, nov./déc. 2015-jan. 2016.
- Rémi Brague, Au moyen du Moyen Âge : Philosophies médiévales en chrétienté, judaïsme et islam, Paris, Flammarion, coll. « Champs essais », 2006 (réimpr. 2008), 433 p. (ISBN 2-08-121785-6).
- Malek Chebel, Manifeste pour un islam des Lumières, Paris, Fayard, 2004.
- Vincent Citot,« L’apogée de la libre-pensée en Islam », Le Philosophoire, 47, 2017.
- Vincent Citot, « Naissance et formation de la philosophie en Islam andalou », Revue de Théologie et de Philosophie, 148, 2016.
- Henry Corbin, Histoire de la philosophie islamique, Paris, Gallimard, 1999, 546 pages,  (ISBN 9782070323531).
- Majid Fakhry, Histoire de la philosophie islamique, Paris, Cerf, 1989. 416 p.
- Roger-Pol Droit (dir.), Philosophies d'ailleurs. Volume 2 : Les pensées hébraïques, arabes, persanes et égyptiennes, Paris, Éditions Hermann, 2009.
- Arefeh Hedjazi, « Aperçu sur l’histoire de la philosophie islamique », La Revue de Téhéran, no 60,‎ novembre 2010 (lire en ligne, consulté le 18 février 2018).
- Christian Jambet, Qu'est-ce que la philosophie islamique ?, Paris, Gallimard, 2011, 480 p.
- Éric Marion, Lumières arabes et Lumières modernes, Paris, Kimé, 2016.
- Ulrich Rudolph, La Philosophie islamique, Paris, Vrin, 2014, 176 p.
- Janine Sourdel et Dominique Sourdel, Dictionnaire historique de l'islam, Paris, PUF, 2004. 962 p.
- Dominique Urvoy, « Falsafa : ses aspects humanistes », Encyclopédie de l'humanisme méditerranéen, printemps 2014.

#### Concepts majeurs
- Ali Abderraziq, L'islam et les fondements du pouvoir, Paris, La Découverte, 1994. 180 p.
- Fethi Benslama, La psychanalyse à l'épreuve de l'islam, Paris, Champs-Flammarion, 2004. 334 p.
- Malek Chebel, Le corps en Islam, Paris, PUF, 2013. 240 p.
- Malek Chebel, Désir et beauté en Islam, Paris, CNRS Éditions, 2016. 162 p.
- Malek Chebel, Le Sujet en Islam, Paris, Seuil, 2002. 294 p.
- Pierre Lory, Le rêve et ses interprétations en Islam, Paris, Albin Michel, 2003, 320 p.

#### Courants spécifiques
- Zahra Ali (dir.), Féminismes islamiques, Paris, La Fabrique, 2012. 230 p.
- Rachid Benzine, Les Nouveaux penseurs de l'islam, Paris, Albin Michel, 2008. 289 p.
- Abdennour Bidar, L'islam sans soumission. Pour un existentialisme musulman, Paris, Albin Michel, 2012. 288 p.
- Henry Corbin, En Islam iranien. Aspects philosophiques et spirituels, tome I : « Le shî’isme dudodécimain », Paris, Gallimard, 1991. 378 p.
- Henry Corbin, En Islam iranien. Aspects philosophiques et spirituels, tome II : « Sohrawardi et les platoniciens de Perse », Paris, Gallimard, 1991. 406 p.
- Henry Corbin, En Islam iranien. Aspects philosophiques et spirituels, tome III : « Les fidèles d'amour. Shî’isme et soufisme », Paris, Gallimard, 1991. 378 p.
- Henry Corbin, En Islam iranien. Aspects philosophiques et spirituels, tome IV : « L'école d'Ispahan. L'école shaykhie. Le douzième imâm », Paris, Gallimard, 1991. 602 p.
- Éric Geoffroy, Le Soufisme. Voie intérieure de l'islam, Paris, Seuil, 2009. 335 p.
- Alain de Libera et Maurice-Ruben Hayoun, Averroès et l'averroïsme, Paris, PUF, coll. « Que sais-je ? », 1991, 128 p. (ISBN 2-13-044203-X).
- Martin Lings, Qu'est-ce que le soufisme ?, Paris, Seuil, 1977. 182 p.
- Pierre Lory, Alchimie et mystique en terre d'Islam, Paris, Gallimard, 2003. 256 p.
- Mohamed Haddad, Le réformisme musulman, une histoire critique, Paris, Mimesis, 2016.
- Alain Roussillon, La pensée islamique contemporaine. Acteurs et enjeux, Paris, Téraèdre, 2005. 189 p.

#### Anthologies
- Al-Andalus. Anthologie, Paris, GF Flammarion, 2009. 480 p.
- L'Orient au temps des Croisades, Paris, GF Flammarion, 2002. 397 p.
- Anthologie bilingue de la philosophie en Islam de Farès Gillon et Mathieu Terrier, Diacritiques, 2025[22]

#### En anglais
- (en) The Cambridge companion to Arabic philosophy, sous la direction de Peter Adamson et Richard C. Taylor, Cambridge University Press, 2005,  (ISBN 0521817439),  (ISBN 9780521817431), texte partiellement en ligne
- (en) Islamic philosophy from its origin to the present, philosophy in the land of prophecy de Seyyed Hossein Nasr, éd. Suny Press, 2006,  (ISBN 0-7914-6799-6),  (ISBN 978-0-7914-6799-2), texte partiellement en ligne
- (en) An introduction to classical Islamic philosophy d'Oliver Leaman, Cambridge University Press, 2002,  (ISBN 0-521-79757-8),  (ISBN 978-0-521-79757-3), texte partiellement en ligne
- (en) History of Islamic philosophy d'Oliver Leaman, éd. Routledge, 1996,  (ISBN 0-415-13159-6),  (ISBN 978-0-415-13159-9), Partie 1 et 2 partiellement en ligne.
- (en) The principles of epistemology in Islamic philosophy de Mahdī Ḥāʼirī Yazdī, éd. Suny Press, 1992,  (ISBN 0-7914-0947-3),  (ISBN 978-0-7914-0947-3), texte partiellement en ligne
- (en) A History of Islamic Philosophy de Majid Fakhry, Columbia University Press, 1987,  (ISBN 0-231-05533-1),  (ISBN 978-0-231-05533-8).
- (en) The Islamic intellectual tradition in Persia de Seyyed Hossein Nasr, éd. Routledge, 1996,  (ISBN 0-7007-0314-4),  (ISBN 978-0-7007-0314-2), texte partiellement en ligne